# Френдзона
Френдзона (від англ. friend — друг) — ситуація, в якій один закоханий в іншого, але той сприймає закоханого тільки  як друга. Зазвичай це психологічно кризова ситуація для людини, яка страждає від неподіленого кохання. Якщо об'єкт обожнювання не відповідає взаємністю на загравання чи симпатію з боку закоханого, але при цьому всіляко утримує його біля себе, це називають відкиданням до «френдзони». Безпосередньо термін «френдзона» визначає різновид дружніх стосунків між хлопцем і дівчиною, але в яких один розраховує на те, що дружба рано чи пізно переросте в любовні стосунки, а інший — ні.
На думку деяких психологів, у дружніх стосунках найчастіше на місці закоханого опиняються хлопці, а на місці об'єкта обожнювання — дівчата. Окрім того, представники чоловічої статі часто перебільшують зацікавленість дівчини у створенні романтичних стосунків.

## Причини
Існують різні пояснення причин того, чому люди потрапляють до френдзони. Причиною цього може бути неправильна інтерпретація знаків уваги або ж страх, що перехід на новий рівень стосунків може взагалі зіпсувати дружбу. Автор статей у газеті «Чикаго Триб'юн» запропонував кілька причин, через які людина може бути зафрендзонена:
1. об'єкт А недостатньо подобається об'єкту Б;
2. об'єкт А неправильно розуміє невербальні сигнали від об'єкта Б, який виявляє свою зацікавленість в тому, щоб дружба перейшла на новий рівень стосунків;
3. об'єкт А не приваблює об'єкта Б в сексуальному плані (однак це не привід руйнувати дружні стосунки).

Варто відзначити, що в дружбі між хлопцем і дівчиною потрапити до френдзони може абсолютно кожен. Можна навести інший приклад: друг-хлопець був для дівчини так званою подругою, з якою можна обговорювати все, що завгодно. Але їхні відносини значно погіршились, після того як закоханий забажав, щоб їхня дружба переросла в любовні стосунки.

## Критика терміна
Феміністичні автори доводили, що концепція френдзони є сексистською і жінконенависницькою і закоріненою в чоловічому нарцисизмі. Концепція чудового хлопця зазнала критики як гендерна метафора, яка приховує за собою послання, що нібито за добрі вчинки обов'язково має бути подяка у вигляді романтичних або статевих стосунків. Нібито в цій концепції приховане твердження, що якщо між чоловіком і жінкою є платонічна дружба, а потім жінка починає романтично приваблювати чоловіка, то вона зобов'язана відповісти взаємністю на його пристрасть. Жінка, яка не відповіла взаємністю на пристрасть друга-«чудового хлопця» бачиться негативно, або ж що це її провина.
Дописувач The Guardian Еллі Фог доводить, що френдзони не існує в буквальному сенсі, а чоловік, який використовує цей термін, не обов'язково є жінконенависником, що відчуває за собою право на секс. Він стверджує, що використання цього терміна віддзеркалює щирий емоційний досвід прямолінійного чоловіка. Він звинувачує в цьому вкорінені гендерні ролі.
Хоча в самому терміні не закладено роль статей, але за допомогою нього часто описують ситуацію в стосунках між чоловіком і жінкою, коли чоловік опиняється у френдзоні, а жінка є об'єктом його неподіленого бажання.

## Популярна культура
Термін набув популярності завдяки епізодові американської комедії ситуації Друзі сезону 1994 року під назвою «Епізод, в якому вимикається світло». У ньому персонаж Роса Геллера хворобливо закоханий у Рейчел Грін. Персонаж Джої Тріббіані описує його як «мера френдзони».